# Сбор (экономика)
Сбор — обязательный взнос, взимаемый с организаций и физических лиц, уплата которого является одним из условий совершения в отношении плательщиков сборов государственными органами, органами местного самоуправления, иными уполномоченными органами и должностными лицами юридически значимых действий, включая предоставление определенных прав или выдачу разрешений (лицензий), либо уплата которого обусловлена осуществлением в пределах территории, на которой введён сбор, отдельных видов предпринимательской деятельности (п. 2 ст. 8 Налогового кодекса России).

Виды сборов:
- Федеральные лицензионные сборы[1];
- Региональные лицензионные сборы;
- Местные лицензионные сборы;
- Таможенные сборы;
- Сборы за пользование объектами животного мира и за пользование объектами водных биологических ресурсов;
- Курортный сбор.